# Marianne Tufvesson
Marianne Lena Kristina Tufvesson, född 21 maj 1961, är en svensk översättare. Hon har gått översättarlinjen vid Stockholms universitet och Litterärt översättarseminarium vid Södertörns högskola. Hon är auktoriserad translator från franska sedan 2002, har varit yrkesverksam som facköversättare, men översätter numera framför allt skönlitteratur. Hennes översättning av Kim Thúys Ru var finalist till Årets översättning 2011, och hennes översättning av Édouard Louis Våldets historia fick pris som Årets översättning 2017. Hennes översättning av Louis Att förändras: En metod var nominerad till årets översättning av litteraturpriset Prisma 2023.

## Översättningar (urval)
- Märkliga jämviktslägen (poesi av Robert Desnos, Paul Eluard, Henri Michaux och Jules Supervielle) (Bakhåll, 1987)
- Isterix och hans tappra tecknare (Les invraisemblables aventures d'Isterix) (Atlantic, 1990)
- Léonora Miano: Nattens inre (L'interieur de la nuit) (Sekwa, 2007)
- Agnès Desarthe: Ät mig! (Mangez-moi) (Sekwa, 2010)
- Hélène Grémillon: Den förtrogne (Le confident) (Forum, 2012)
- Kim Thúy: Mãn (Mãn) (Sekwa, 2013)
- Agnès Desarthe: Jaktturen (Une partie de chasse) (Sekwa, 2014)
- Édouard Louis: Våldets historia (Wahlström & Widstrand, 2017)

## Priser och utmärkelser
- 2017 – Priset för Årets översättning 2017 för hennes översättning från franska av Édouard Louis Våldets historia (Wahlström & Widstrand):

| ”                                   | För att hon med utsökt balans mellan djup inlevelse och eftersinnande distans har gett ett i minsta detalj övertygande uttryck åt de skiftande rösterna i en gripande berättelse, och för att hon med känslig hand bemästrat de syntaktiska skillnaderna mellan språken. | „ |
| – Juryn för Årets översättning 2017 | |   |

- 2019 – Dalslands Sparbanks litteraturpris 2019[4]
- 2022 – Elsa Thulin-priset[5]